# Lewisville (Arkansas)
Lewisville – miasto w Stanach Zjednoczonych, w stanie Arkansas, w hrabstwie Lafayette.